# Ford LTD Crown Victoria
Ford LTD Crown Victoria — повнорозмірний задньопривідний автомобіль, який випускався компанією Ford Motor Company з 1983 по 1991 роки. Після 1992 року назва змінилась на Ford Crown Victoria, але використовувані вузли і деталі залишились тими ж, що й на попередній моделі.

## Історія моделі

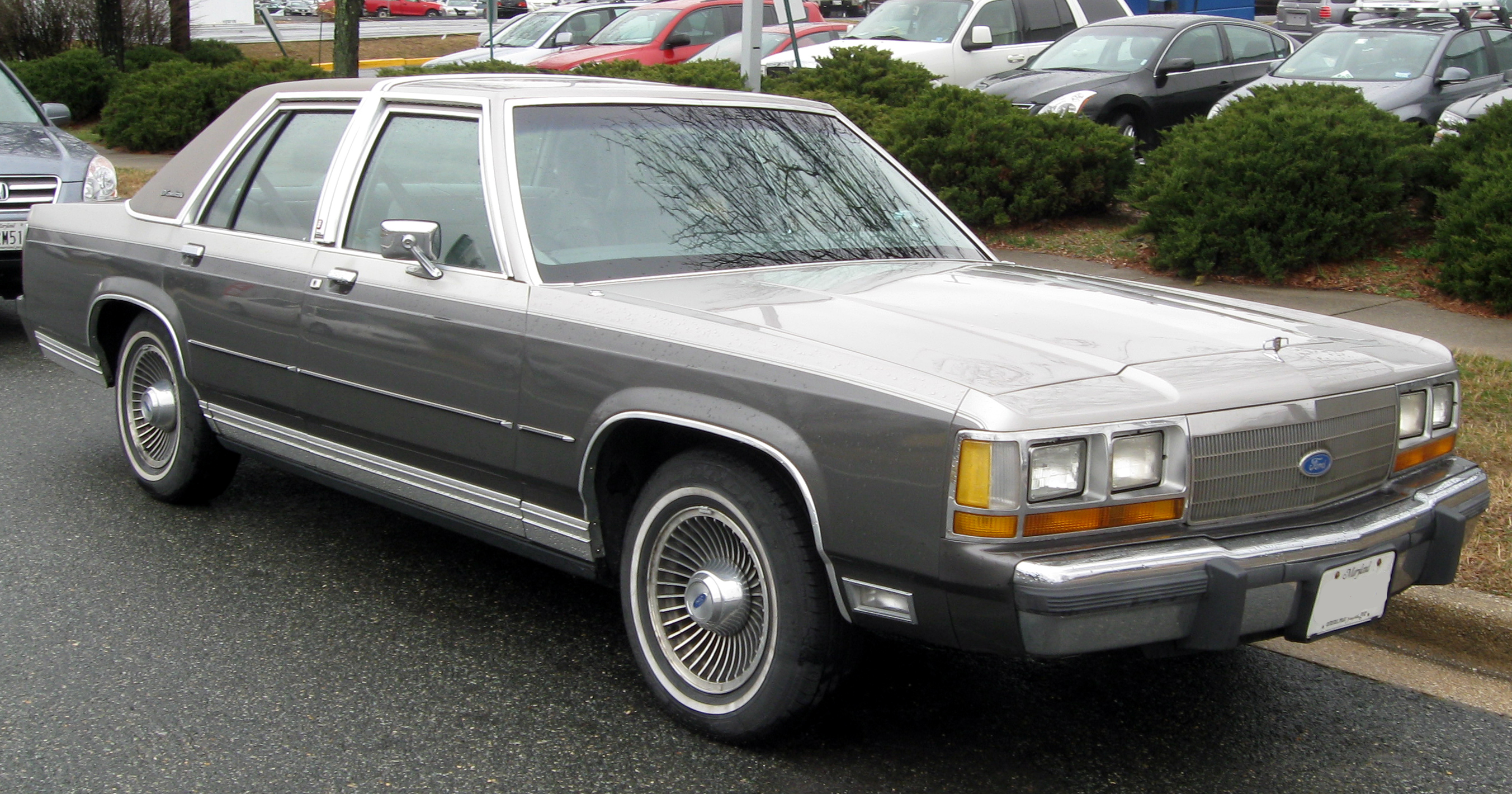
Ford LTD Crown Victoria (1988-1991)

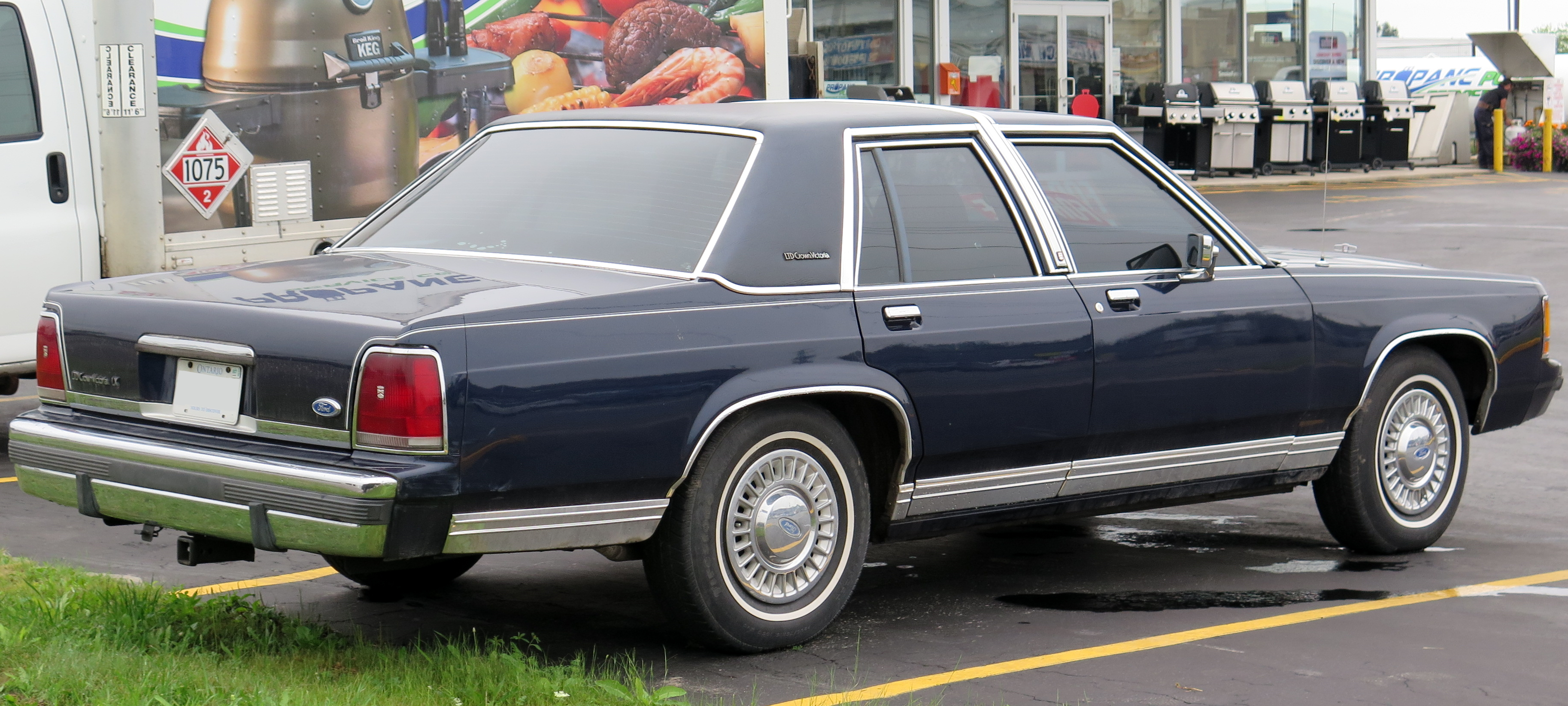
Ford LTD Crown Victoria (1988-1991)

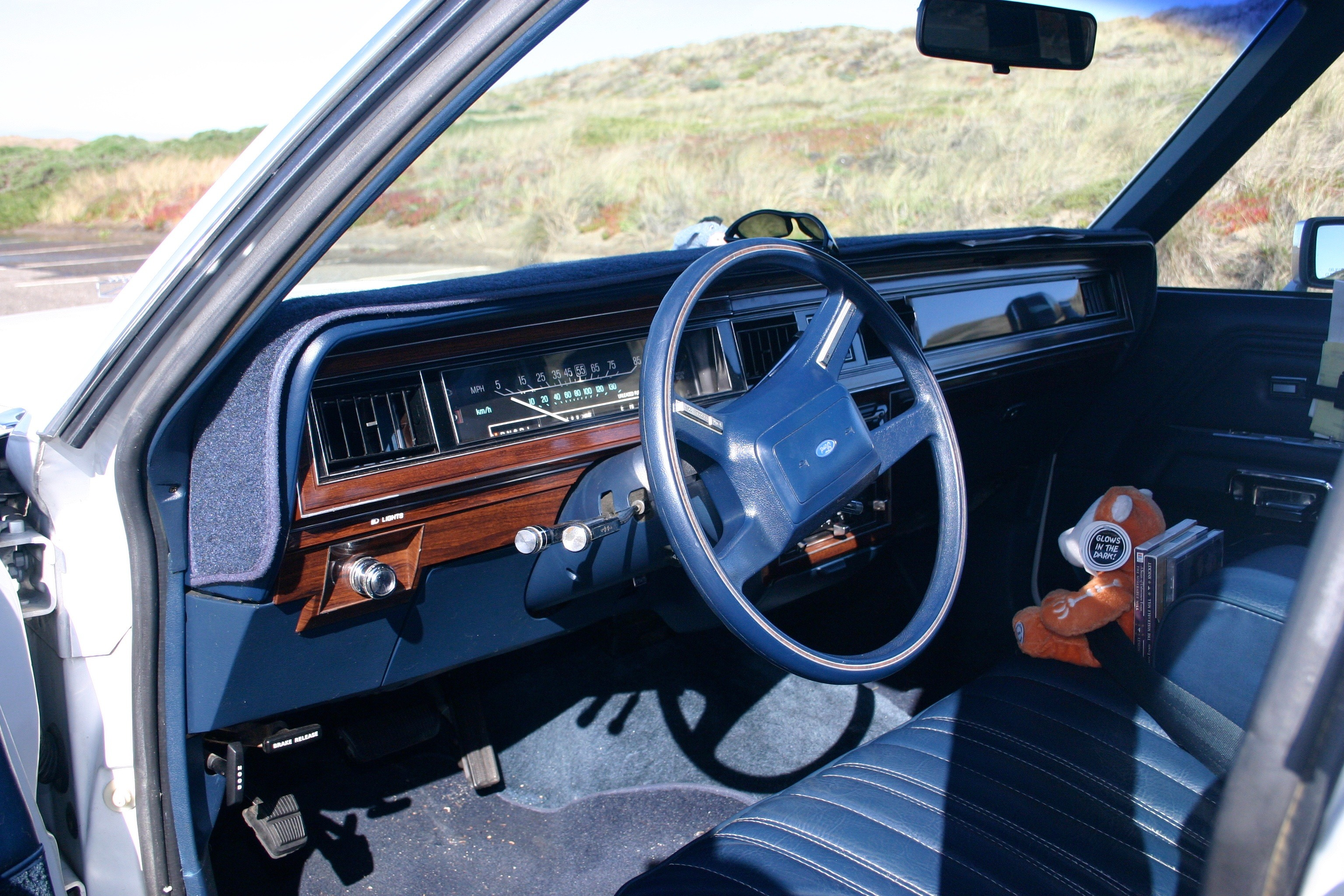

Ford LTD був переміщений на платформу Ford Panther в 1979 році, разом з Ford LTD Landau (Ландо). В наступному 1980 модельному році модель Ландо була перейменована в Crown Victoria.
З 1983 по 1986, назву LTD отримали два різних автомобілі: на повнорозмірний LTD Crown Victoria, і автомобіль звичайного класу, зробленого на базі Ford Fox.
- 1983: Всі повнорозмірні автомобілі Ford тепер називаються LTD Crown Victoria, а також Granada, яка була видозмінена і перейменована в LTD. На додачу, повнорозмірні автомобілі отримали нову решітку радіатора і задні ліхтарі. На старих LTD S передня панель була прибрана, залишили лише попередні високоякісні панелі з квадратними фарами.
- 1986: «Sequential Fire», електронна система впорскування, яка використовує фордівський OBD-1 надійний комп’ютер EEC-IV, стає стандартним для штатних моделей.
- 1988: На всіх моделях видозмінюється передок, плюс на седанах помінялась задня частина автомобіля (задні ліхтарі нагадували Oldsmobile Delta 88). Купе припинили випускати. Деякі елементи, будучи опційними, ввійшли в стандартну комплектацію — наприклад, AutoLamp (автоматична система світла фар).
- 1990: Отримані нова панель приладів і колонка керма, наряду з повітряною подушкою зі сторони водія, а також задні ремені безпеки.
- 1991: Останній рік випуску моделі, й останній рік для універсала. Деякі зміни торкнулись поворотних сигналів, які з бурштинового кольору стали прозорими.

Поліцейські машини використовували двигун Windsor V8 (5,8 літров). На 351 Windsor Ford, взамін незадовільного і проблемного карбюратора Variable Venturi, в 1988 році почав використовувати 4-баррельний карбюратор Holley, який був набагато більш надійним і дав двигуну великий обертальний момент і належну потужність.

## Моделі, які випускались

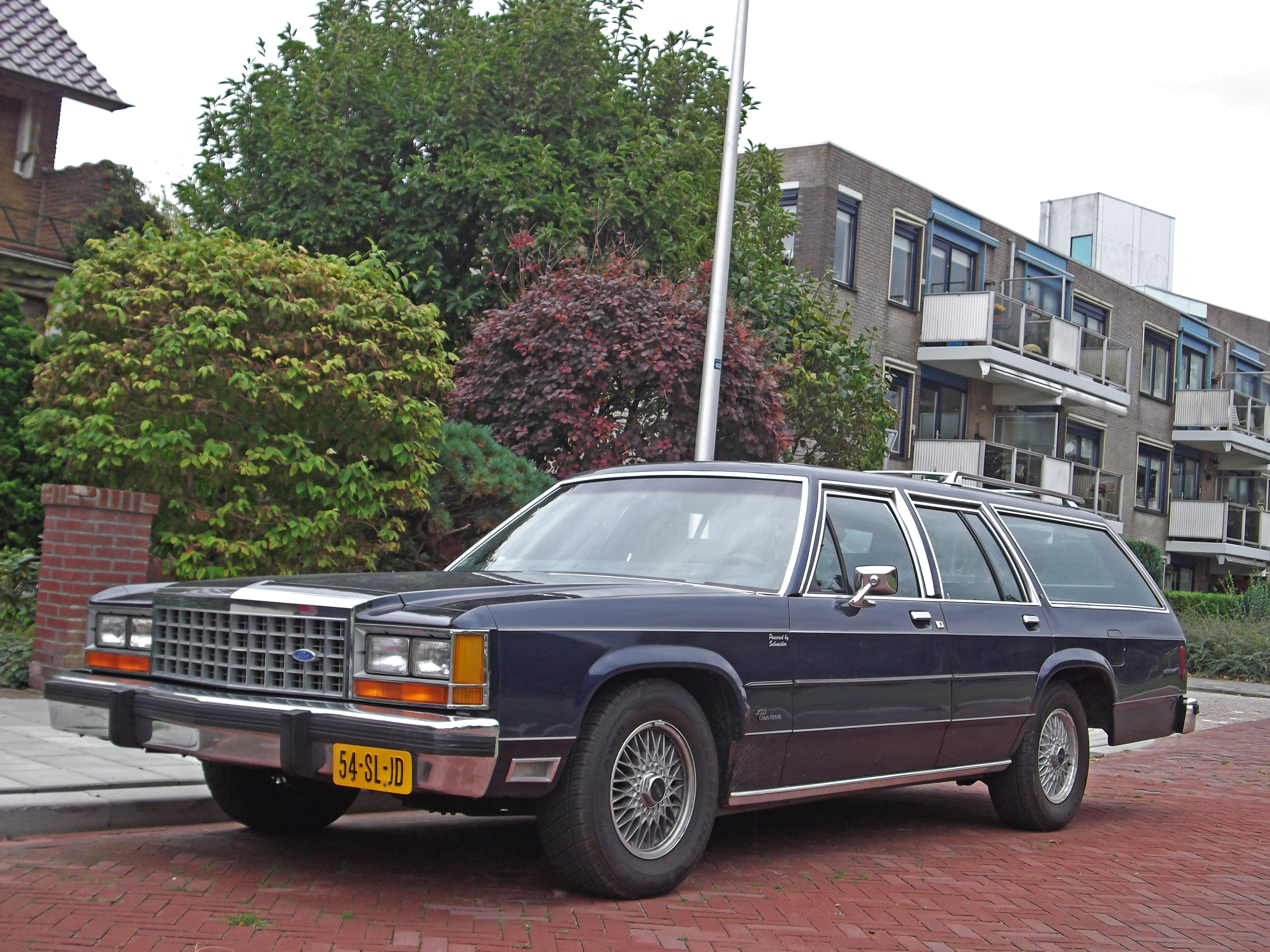
Універсал Ford LTD Crown Victoria

Представлені в 1983 році, моделі випускались двох видів: «базова» модель і уцінена «S»-версія. Обидві вони оснащувались стандартним двигуном CFI V-8, і АКПП з овердрайвом, кермовим підсилювачем, підсиленими передніми дисковими гальмами, бамперовими демпферами. В базову модель додатково входило: тканинне нероздільне сидіння з регулюванням нахилу, ковпаки на колеса, додаткове освітлення салону, вініловий дах в стилі «Ландо» і AM/FM-стерео приймач.

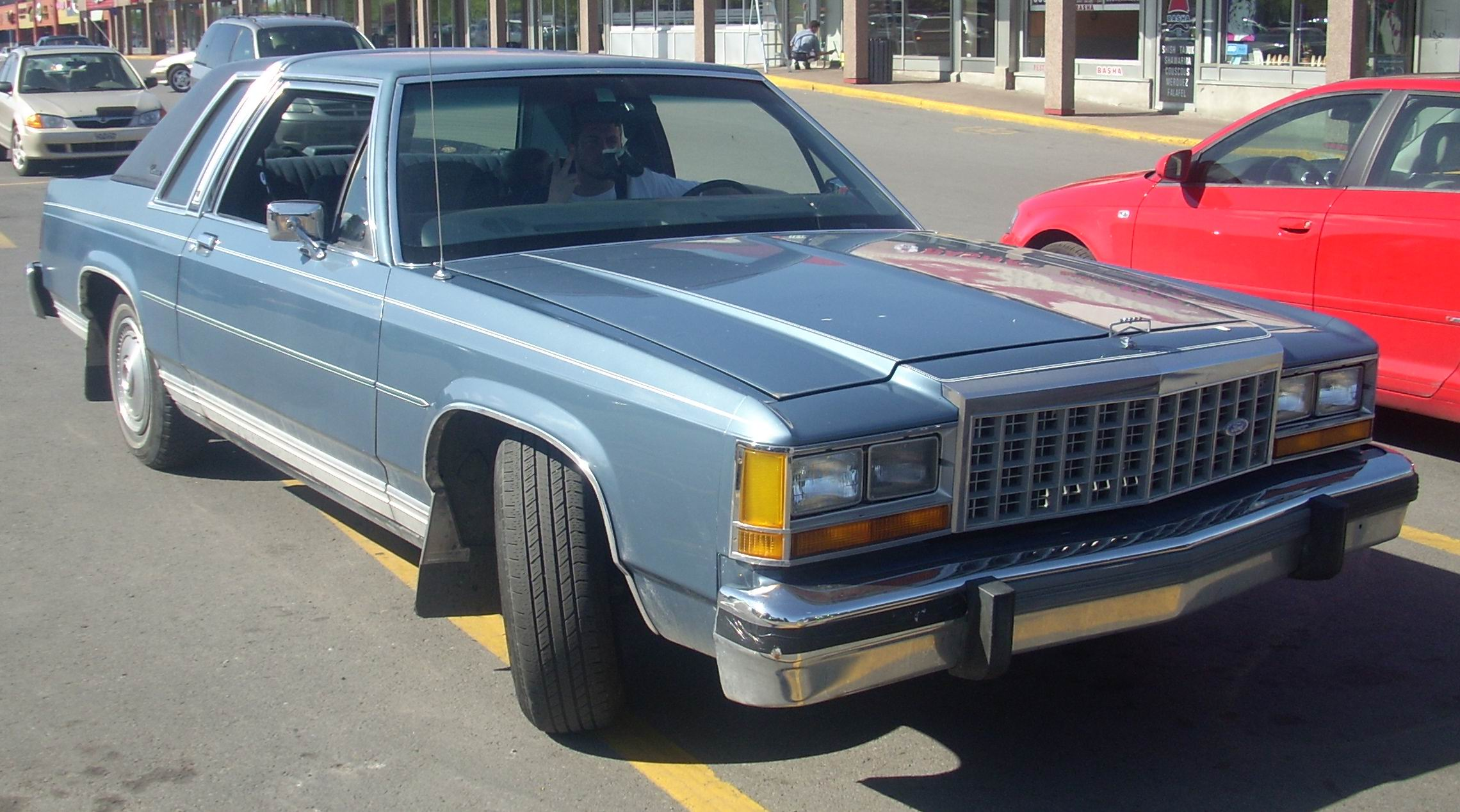
Купе Ford LTD Crown Victoria

Бюджетна «S»-модель була сумісна з основним рядом LTD, але мала такі особливості, як вінілове нероздільне сидіння, АМ-радіо (стерео радіо встановлювалось за додаткову ціну), і настил на підлогу більш низької якості. Вініловий дах був прибраний, і підбивалась лише за додаткові засоби, була прибрана додаткова підсвітка.
Люксовий варіант оздоблення пропонувався на основі базової, і полягав у покращеному оздобленні внутрішньої оббивки (більш високого рівня настилу на підлозі), глибоких роздільних передніх сидінь, ззаду встановлювався складний підлокітник, підсилювалась звукоізоляція, в двері монтувались додаткові освітлювачі, а також пульт управління дзеркалами і стелами на замовлення. В 1986 році дана комплектація стала власною моделлю і позначалась «LX».
Опційно був включений кондиціонер (ввійшов у стандартну комплектацію в 1987 році), регулювання нахилу кермової колонки, круїз-контроль, підсилені дверні замки, яскраві алюмінієві колеса, вбудовані лампочки в двері, комп’ютер TripMinder, автоматичні фари і обгорнуте шкірою кермо. Покупці могли замовити іншу стереосистему, ковпаки на колеса, колір вінілового даху і авто. Автовиробники пропонують комплекти в яких реалізовані всі дизайнерські задумки для тієї чи іншої моделі машини. Але у таких товарів є серйозний недолік - вкрай висока вартість. В окремих випадках, ціна набору фірмових ковпаків може бути порівнянним з комплектом недорогих легкосплавних дисків.

## Двигуни
- 4.9 L Windsor V8 147 к.с. 332 Нм
- 5.8 L Windsor V8 182 к.с. 386 Нм

## Виробництво
| рік    | всього                                        |
| ------ | --------------------------------------------- |
| 1979   | 356,535 (116,913 попередня модель LTD Landau) |
| 1980   | 141,292 (29,687 LTD Crown Victoria)           |
| 1981   | 132,363 (50,200 LTD Crown Victoria)           |
| 1982   | 128,053 (50,692 LTD Crown Victoria)           |
| 1983   | 113,616                                       |
| 1984   | 173,489                                       |
| 1985   | 185,437                                       |
| 1986   | 124,037                                       |
| 1987   | 128,878                                       |
| 1988   | 125,189                                       |
| 1989   | 134,103                                       |
| 1990   | 77,395                                        |
| 1991   | 82,433                                        |
| Всього | 1,902,820                                     |